# Општина Трајан (Браила)
Трајан (рум. Traian) општина је у Румунији у округу Браила.
Oпштина се налази на надморској висини од 8 m.